# Ярославская (станица)
Яросла́вская — станица в Мостовском районе Краснодарского края. Административный центр Ярославского сельского поселения.

## География
Станица расположена в верховьях реки Фарс, у впадения в него правого притока Псефирь. Находится в 47 км к северо-западу от районного центра — пгт Мостовской и в 145 км к юго-востоку от города Краснодар.
Граничит с землями населённых пунктов: Махошевская на юге, Кужорская и Трёхречный на северо-западе, Славянский на северо-востоке, Новотроицкий на востоке и Костромская на юго-востоке.
Расположена в предгорной зоне, у подножья Лесистого хребта. Средние высоты на территории станицы составляют 265 метров.

## История
В 1861 году на месте черкесского селения Чигеяко (адыг. Чъыгэя́къо — «дубовая долина»), была основана станица Нижнефарсская. В 1867 году Нижне-Фарсовская была переименована в Ярославскую.
Название получила, вероятно, от города Ярославль, либо от наименования одноимённого пехотного полка (однако неясна её отнесённость к этому полку).
До 1920-х годов входила в Майкопский отдел Кубанской области. С 1934 по 1962 года являлась административным центром Ярославского района.
В станице функционирует крупный хлебозавод — «Лукьяновский хлеб». В 2005 году построен один из крупнейших на юге России тепличных комбинатов «Юг-Агро». Площадь теплиц, в которых выращивают розы, составляет 16 га.

## Население
| 1939 | 1959  | 1979  | 2002  | 2010  | 2021  |
| ---- | ----- | ----- | ----- | ----- | ----- |
| 4619 | ↗6370 | ↘5005 | ↗5388 | ↗5436 | ↘4997 |

Бо́льшая часть населения станицы — русские (91,2 % в 2002 году).

## Известные уроженцы
- Абарин, Борис Константинович  — советский военачальник, генерал-майор авиации.
- Бедный, Борис Васильевич — русский советский писатель, прозаик. Автор повести «Девчата», по которой была снята популярная одноимённая кинокомедия.
- Гоголев, Владимир Николаевич (6 февраля 1958 года, Ярославская — 31 января 1994 года, Грозный) — советский , российский военнослужащий. Кавалер ордена Мужества (посмертно). Его именем в станице названа улица, где он жил.